# Voile aux Jeux olympiques d'été de 1932
Navigation
Amsterdam 1928 Berlin 1936
Aux Jeux olympiques d'été de 1932 à Los Angeles, quatre manifestations de régates de voile ont été concourues.
Les courses ont eu lieu du 5 au 12 août 1932 dans le Port de Los Angeles.

## Participants
Un total de 58 marins (seulement des hommes) issus de 11 nations participèrent aux épreuves.
- Autriche (1)
- Canada (13)
- France (3)
- Allemagne (1)
- Royaume-Uni (3)
- Italie (1)
- Pays-Bas (3)
- Afrique du Sud (3)
- Espagne (1)
- Suède (7)
- États-Unis (22)

## Voiliers olympiques

Snowbird - Star et les 6mJI et 8mJI à la Jauge internationale de 1919

## Tableau des médailles
| Rang | Nation      | Or | Argent | Bronze | Total |
| ---- | ----------- | -- | ------ | ------ | ----- |
| 1    | États-Unis  | 2  | 1      | 0      | 3     |
| 2    | Suède       | 1  | 0      | 1      | 2     |
| 3    | France      | 1  | 0      | 0      | 1     |
| 4    | Canada      | 0  | 1      | 1      | 2     |
| 5    | Royaume-Uni | 0  | 1      | 0      | 1     |
| 5    | Pays-Bas    | 0  | 1      | 0      | 1     |
| 7    | Espagne     | 0  | 0      | 1      | 1     |

## Résultats
| Epreuve           | Or | Argent | Bronze                                                                    |
| ----------------- | --- | --- | ------------------------------------------------------------------------- |
| Dériveur 12 pieds | France Jacques Lebrun | Pays-Bas Bob Maas | Espagne Santiago Amat                                                     |
| Classe Star       | États-Unis Jupiter Gilbert Gray Andrew Libano | Royaume-Uni Joy George Colin Ratsey Peter Jaffe                                                                        | Suède Swedisk Star Gunnar Asther Daniel Sundén-Cullberg                   |
| 6 mètres          | Suède Bissbi Tore Holm Martin Hindorff Olle Åkerlund Åke Bergqvist | États-Unis Gallant Robert Carlson Temple Ashbrook Frederic Conant Charles Smith Donald Wills Douglas, Jr. Emmett Davis | Canada Caprice Philip Rogers Gerald Wilson Gardner Boultbee Kenneth Glass |
| 8 mètres          | États-Unis Angelita John Biby William Cooper Carl Dorsey Owen Churchill Robert Sutton Pierpont Davis Alan Morgan Alphonse Burnand Thomas Webster John Huettner Richard Moore Kenneth Carey | Canada Santa Maria Ernest Cribb Harry Jones Peter Gordon Hubert Wallace Ronald Maitland George Gyles                   | aucun                                                                     |